# Article 29 de la Constitution tunisienne de 1959
L'article 29 de la Constitution tunisienne de 1959 est le 29e des 78 articles de la Constitution tunisienne adoptée le 1er juin 1959.
Douzième article du deuxième chapitre intitulé « Le pouvoir législatif », il décrit la composition de l'Assemblée nationale tunisienne, les conditions de ses membres, leurs attributions et son fonctionnement.

## Texte
« L'Assemblée nationale se réunit en deux sessions extraordinaires par an, dont la durée, déterminée par la loi, ne peut excéder trois mois pour chacune d'elles.
L'Assemblée peut tenir des sessions extraordinaires à la demande du Président de la République ou de la majorité des députés. »